# يوهان ياكوب هوفمان
يوهان ياكوب هوفمان (و. 1635 – 1706 م) هو مؤرخ، وعالم عقيدة، وأستاذ جامعي سويسري، ولد في بازل، توفي في بازل، عن عمر يناهز 71 عاماً.